# 이희완 (배구 선수)
이희완(1956년 1월 15일 ~ 2011년 5월 27일)은 대한민국의 배구인이다. 